# Estación Vértiz
Vértiz es una estación ferroviaria ubicada en la localidad de Vértiz, en el Departamento Chapaleufú, Provincia de La Pampa, Argentina.

## Ubicación
La estación se encuentra ubicada a 34 km de la ciudad de General Pico.

## Servicios
Desde agosto de 2015 no se prestan servicios de pasajeros.
Sus vías están concesionadas a la empresa de cargas Ferroexpreso Pampeano